# Списак епизода серије Краљ диносауруса

Аниме серија Краљ диносауруса адаптација је истоимене аркадне игре из 2005. године. Серијал се састоји из две сезоне, оригинално емитоване 2007-2008. године.
У Србији, прва сезона је синхронизована два пута. Прву синхронизацију, из 2008. године, радио је Хепи ТВ. Серија се емитовала на каналу Синеманија. Епизоде 1-12 и 37-49 распоређене су на осам ДВД-јева, с тим да се одређене епизоде појављују на више ДВД издања. Другу синхронизацију, из 2012. године, радио је студио Облакодер, односно Лаудворкс. Епизоде су се емитовале на каналима Ултра, Пинк 2, и Пинк супер кидс као „Краљ диносаура“. Обе синхронизације користиле су америчку верзију за основу, с тим да је само Облакодер превео њихову уводну шпицу на српски језик. Хепијева синхронизација је користила само инструментал. Друга сезона није синхронизована.

## Списак епизода (1. сезона)
| Бр. еп. | Енглески наслов (синхр.) Јапански наслов | Српски наслов (Хепи, 2008)        | Српски наслов (Облакодер, 2012) | Премијера           |
| ------- | ---------------------------------------- | --------------------------------- | ------------------------------- | ------------------- |
| 1       | (ガブは友だち!オレの恐竜)                | Као у праисторији                 | Стварање праисторије            | 4. фебруар 2007.    |
| 2       | (仲間が増えたぞ!エースとパラパラ)        | Битка код пирамида                | Битка код пирамида              | 11. фебруар 2007.   |
| 3       | (サイカニア争奪戦!)                      | Хвала пуно!                       | Потрага за Тенком               | 18. фебруар 2007.   |
| 4       | (ジャングルに消えたガブ!)                | Збрка у џунгли                    | Збрка у џунгли                  | 25. фебруар 2007.   |
| 5       | (大決戦!万里の長城)                      | Невоље у Кини                     | Велика невоља                   | 4. март 2007.       |
| 6       | (母は強し!マイアサウラ)                  | Немој да се качиш са Мајасаурусом | Не качи се са Мајасауром        | 11. март 2007.      |
| 7       | (テレビ局にユタラプトル!)                | Обрачун на квизу                  | Обрачун у квизу                 | 18. март 2007.      |
| 8       | (波乗り恐竜、ビーチバトル!)              | Другар са Хаваја                  | Хавајска грозница!              | 25. март 2007.      |
| 9       | (眠れぬ街のアンキロサウルス)             | Успавани дино                     | Уснули диносаур                 | 1. април 2007.      |
| 10      | (恐竜カードがいっぱい!)                  | Трка по граду                     | Потера у центру града           | 8. април 2007.      |
| 11      | (モナコ恐竜グランプリ)                   | Нема бесплатног ручка             | Алфа банда улаже све            | 15. април 2007.     |
| 12      | (行くぞ!恐竜島)                          | Тајна база Алфа банде             | Алфа бандин штаб Зета           | 22. април 2007.     |
| 13      | (大脱出!アクト基地)                      | (непознато)                       | Бекство из штаба Зета           | 29. април 2007.     |
| 14      | (ローマのシークレット恐竜)               | (непознато)                       | Мачији кашаљ                    | 6. мај 2007.        |
| 15      | (ぶらり!恐竜温泉)                        | (непознато)                       | Вулканска паника                | 13. мај 2007.       |
| 16      | (炎上!アクロカントサウルス)              | (непознато)                       | Град у пламену                  | 20. мај 2007.       |
| 17      | (恐竜サッカーオーレ!)                    | (непознато)                       | Поље крика                      | 27. мај 2007.       |
| 18      | (バリバリ島の恐竜ダンス!)                | (непознато)                       | Еволуција плеса                 | 3. јун 2007.        |
| 19      | (大追跡!ニューヨーク)                    | (непознато)                       | Борба у Њујорку                 | 10. јун 2007.       |
| 20      | (巨大恐竜ゴルフ場の対決)                 | (непознато)                       | Голферски обрачун               | 24. јун 2007.       |
| 21      | (鍾乳洞の友だち恐竜)                     | (непознато)                       | Нема бесплатног ручка           | 8. јул 2007.        |
| 22      | (空港大混戦!)                            | (непознато)                       | Авионско лудило                 | 15. јул 2007.       |
| 23      | (幽霊恐竜ネッシー出現!?)                 | (непознато)                       | Лох Нес урнебес                 | 22. јул 2007.       |
| 24      | (パリの恐竜ファッション)                 | (непознато)                       | Жртве моде                      | 29. јул 2007.       |
| 25      | (フタバサウルスを救え!)                  | (непознато)                       | Невоља у руднику                | 5. август 2007.     |
| 26      | (恐竜強盗団を捕まえろ!)                  | (непознато)                       | Двострука невоља                | 12. август 2007.    |
| 27      | (恐竜遊園地で大もうけ!)                  | (непознато)                       | Хаос у забавном парку           | 19. август 2007.    |
| 28      | (第二のシークレット恐竜)                 | (непознато)                       | Најдражи татица                 | 26. август 2007.    |
| 29      | (サバンナの恐竜密猟団!)                  | (непознато)                       | Носорог или диносаур            | 2. септембар 2007.  |
| 30      | (恐竜プロポーズ大作戦!)                  | (непознато)                       | Љубав диносаура                 | 9. септембар 2007.  |
| 31      | (身代わり恐竜パウパウサウルス)           | (непознато)                       | Гужва у храму                   | 16. септембар 2007. |
| 32      | (ナイアガラの対決!)                      | (непознато)                       | Невоље на водопаду              | 23. септембар 2007. |
| 33      | (ガンジス河で恐竜バタフライ)             | (непознато)                       | Краљевска битка                 | 30. септембар 2007. |
| 34      | (忍者恐竜ディノニクス)                   | (непознато)                       | Нинџа кошмар                    | 7. октобар 2007.    |
| 35      | (エアーズロックのイグアノドン)           | (непознато)                       | Псећи живот                     | 14. октобар 2007.   |
| 36      | (アクトメダルを奪え!)                    | (непознато)                       | Метална непостојаност           | 21. октобар 2007.   |
| 37      | (恐竜!荒野の決闘)                        | Дуел диносауруса                  | Двобој диносаура                | 28. октобар 2007.   |
| 38      | (恐竜女神!タルボーンヌ)                  | Митолошки микс                    | Митолошка збрка                 | 4. новембар 2007.   |
| 39      | (恐竜大飯店)                             | Гладна звер                       | Гозба или борба                 | 11. новембар 2007.  |
| 40      | (愛と闘牛のバルセロナ)                   | Мезозоички хаос                   | Мезозоички неред                | 18. новембар 2007.  |
| 41      | (ハリウッドのスター恐竜)                 | Светла! Камера! Па, уништење!     | Светла, камера, разарање        | 25. новембар 2007.  |
| 42      | (シベリア恐竜特急)                       | Авиони, возови и диносауруси      | Авиони, возови и диносаури      | 2. децембар 2007.   |
| 43      | (消えたマルムの家)                       | Вакцинација                       | Вакцинација или одмор           | 9. децембар 2007.   |
| 44      | (フクイサウルス京都を走る!)              | Крађа у Кјоту                     | Крадљивац из Кјота              | 16. децембар 2007.  |
| 45      | (クリスマスにメガロサウルス!)            | Дино Деда Мраз                    | Мразосаур                       | 23. децембар 2007.  |
| 46      | (恐竜島浮上!)                            | Нестварно острво                  | Карте на столу                  | 6. јануар 2008.     |
| 47      | (大恐竜出現!)                            | Издајнички трикови                | Издајнички трикови              | 13. јануар 2008.    |
| 48      | (ブラックティラノ襲来!)                  | Последњи потез                    | Последњи потез                  | 20. јануар 2008.    |
| 49      | (さよなら...オレたちの恐竜)              | Рат диносауруса                   | Рат диносаура                   | 27. јануар 2008.    |

## Српска ДВД издања
| ДВД | ДВД                   | Наслов ДВД-а       | Епизоде | Година издања | Реф.  |
| --- | --------------------- | ------------------ | ------- | ------------- | ----- |
|     | 1                     | Битка код пирамида | 1–4     | 2008.         | [ 1 ] |
| 2   | Невоље у Кини         | 5–8                | 2009.   | [ 2 ]         |       |
| 3   | Тајна база Алфа банде | 9–12               | 2009.   | [ 3 ]         |       |
| 4   | Дино Деда Мраз        | 42–45              | 2012.   | [ 4 ]         |       |
| 5   | Рат диносауруса       | 46–49              | 2013.   | [ 5 ]         |       |
| 6   | Битка код пирамида    | 1–4                | 2013.   | [ 6 ]         |       |
| 7   | Дуел диносауруса      | 37–41              | 2014.   | [ 7 ]         |       |
| 8   | Успавани дино         | 5–9                | 2014.   | [ 8 ]         |       |